# ألفريدو فرنانديز مورينو
ألفريدو فرنانديز مورينو (بالإسبانية: Alfredo Fernández Moreno)‏ هو سياسي مكسيكي، ولد في 30 يناير 1947 في ولاية سان لويس بوتوسي في المكسيك. حزبياً، نشط في حزب العمل الوطني. وقد انتخب عضو مجلس النواب المكسيك.